# Motifs géométriques islamiques
Les motifs géométriques islamiques constituent un motif ornemental récurrent des arts de l'Islam (et plus particulièrement de la décoration des maisons de style maure).
On distingue dans l'ornementation islamique trois grands types : les motifs géométriques, les arabesques et la calligraphie.

## Description
- Les frises sont composées de merlons échelonnés en ligne horizontale.
- Les panonceaux de mosaïque répètent en rythme un ou deux motifs principaux, qui s'imbriquent en alternance.

### L'octogone et les étoiles à huit branches
La figure de l'octogone est récurrente dans toutes les formes de l'art islamique. Résultant de la combinaison de deux carrés concentriques, il permet le dessin en étoile et se démultiplie parfois en étoiles à seize branches. Octogones et étoiles à huit branches peuvent symboliser la représentation astrologique des cieux. De même que celle des juifs à six branches et le pentagone renvoie à une représentation originellement occidentale, il est singulier de constater l'apparition des trois étoiles comme symbole dans les villes qui connurent les trois religions abrahamiques, telles Jérusalem ou Grenade.

### Lesalicatados
Les alicatados, terme castillan, désignent des ensembles décoratifs de céramique vitrifiée qui sont appliqués sur les façades intérieures des palais.

#### Forme
- Dessin géométrique de polygones réguliers.
- Dessin centré en étoile, à huit ou seize branches.

La décoration géométrique est basée sur toutes les formes construites avec des lignes droites.

#### Technique
Avec des patrons de papier, les décorateurs plaquent les stucs décorés sur des panneaux enduits de jaune d'œuf.

#### Diffusion au Moyen-Orient
Elle suit le chemin des azulejos au fil de la conquête arabe. Pour les alicatados, une influence des mosaïques byzantines vint s'ajouter à cette transmission perse aux musulmans.

#### Évolution nasride
Les Nazaris développent cette technique dont ils apprécient le brillant et la couleur. Cette structure plastique et conceptuelle prend une forme qui leur est propre dans les palais nasrides.

### Palmette
On appelle palmette un motif de feuille. Les palmettes peuvent prendre différentes formes : larges (on dit « grasses ») et lobées, ou au contraire plus effilées, à un lobe ou deux (palmette bifide).

### Enal-Andalus
Outre le lierre, les feuilles et fruits de la palme, la grenade et l'ananas donnent des inspirations pour les motifs, tout comme le pistil des fleurs. En général, les artistes cherchent à styliser leurs motifs végétaux, c'est-à-dire à ramener la représentation à un motif stylistique simplifié, qui contient l'essence du modèle ; ce motif est ensuite répété indéfiniment sur les parois.
Variantes chronologiques : 
- les Almohades introduisent des palmettes bifides asymétriques ;
- sous les Almoravides, ce sont des palmettes à lobes multiples qui apparaissent ;
- les Nasrides reprennent ces motifs et introduisent la feuille lisse à un seul lobe, avec ou sans tige. Le résultat est proche de la fleur de lys stylisée.

### Décoration géométrique

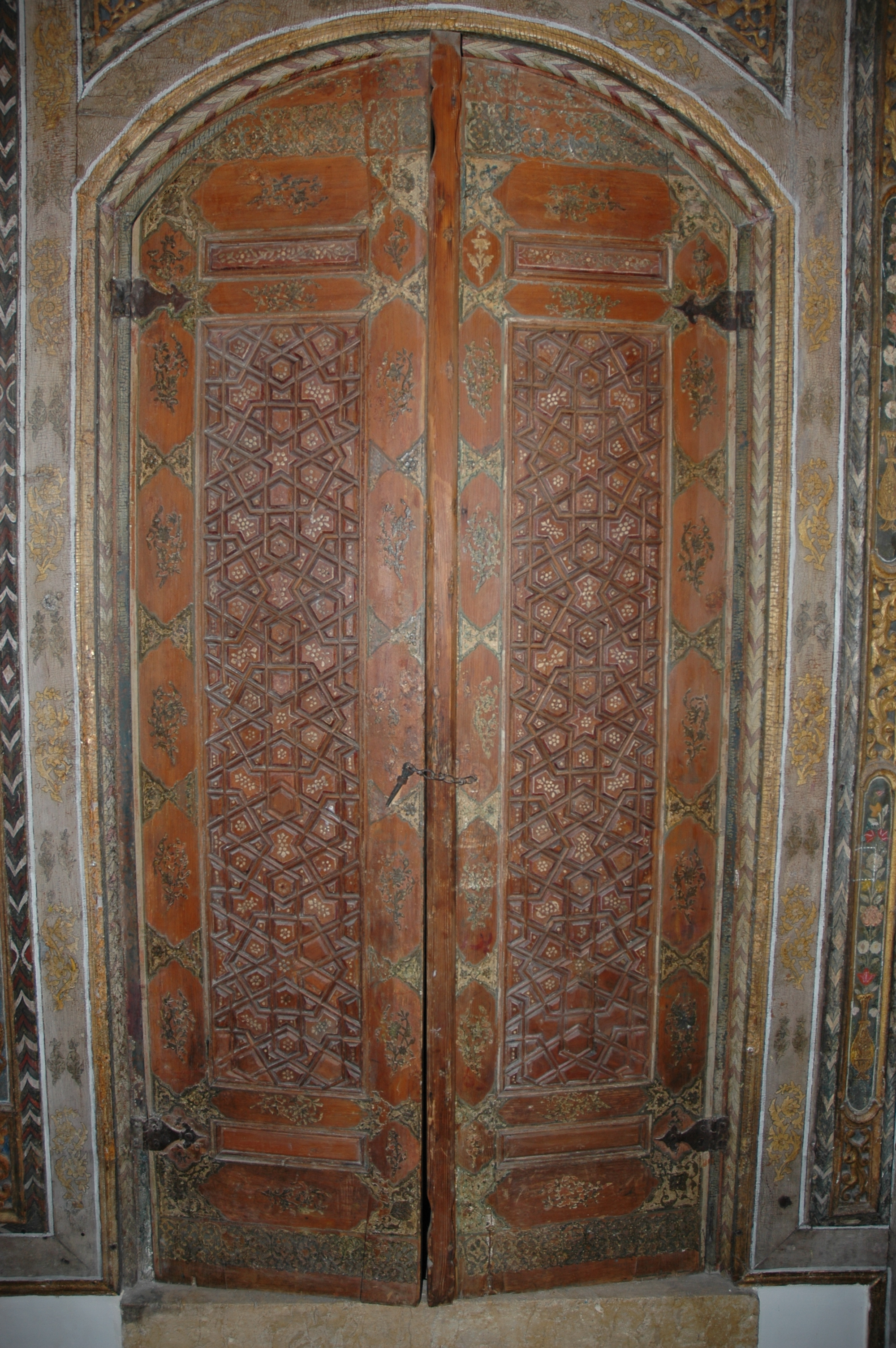
Porte en bois sculpté, Alep.

La décoration géométrique dans les stucs et les embellissements de charpenterie (décorations de plafonds de bois) doit être perçue comme une continuité de l'Antiquité dans le bassin méditerranéen.
Elle est basée sur le chevauchement de lignes selon un tracé qui suit une logique mathématique parfois complexe. Leur suivi perd le spectateur dans un labyrinthe visuel sans doute voulu par le décorateur.

#### Source
Les Romains inspirèrent les artistes latins qui en firent une des composantes de l'art roman. C'est vraisemblablement en Syrie au moment des États latins d'Orient que ces concepts représentatifs passèrent à l'islam, qui leur appliqua son génie mathématique ; il en résulte un haut niveau esthétique dans ces arabesques rythmiques.

#### Dans l'art islamique
La caractéristique est qu'aucun élément de l'ensemble ne prévaut sur ses voisins ; les polygones insérés dans le fond s'y équilibrent, la différence entre le fond et le dessin équivalant à une simple perception de différence de couleur.